# Dean Acheson
Dean Gooderham Acheson (født 11. april 1893, død 12. oktober 1971) var en amerikansk advokat og politiker, der fra 1949 til 1953 var USA's udenrigsminister. Som udenrigsminister spillede han en central rolle i fastsættelsen af USA's udenrigspolitik under den kolde krig. Han var medvirkende til oprettelsen af Lend-Lease, Truman-doktrinen, Marshall planen, NATO, Den Internationale Valutafond og Verdensbanken samt de organisationer, der senere blev til EU og WTO. Han overbeviste USA om, at man burde gribe ind i Koreakrigen i juni 1950.
Acheson forsvarede de anklagede fra sit ministerium under senator Joseph McCarthys anti-kommunistiske undersøgelser og vakte McCarthys vrede. Acheson var indblandet i optakten til Vietnamkrigen og overtalte præsident Harry S. Truman til at sende rådgivere og anden støtte til de franske styrker i Indokina under den første indokinesiske krig, selvom han senere rådede præsident Lyndon B. Johnson til at forsøge at forhandle sig til en fredsaftale med Nordvietnam. Under Cubakrisen bad præsident John F. Kennedy Acheson om råd og placerede ham i den strategiske rådgivergruppe ExComm.